# Buxus bodinieri
Buxus bodinieri är en buxbomsväxtart som beskrevs av H. Lév. Buxus bodinieri ingår i släktet buxbomar, och familjen buxbomsväxter. Inga underarter finns listade i Catalogue of Life.

## Bildgalleri

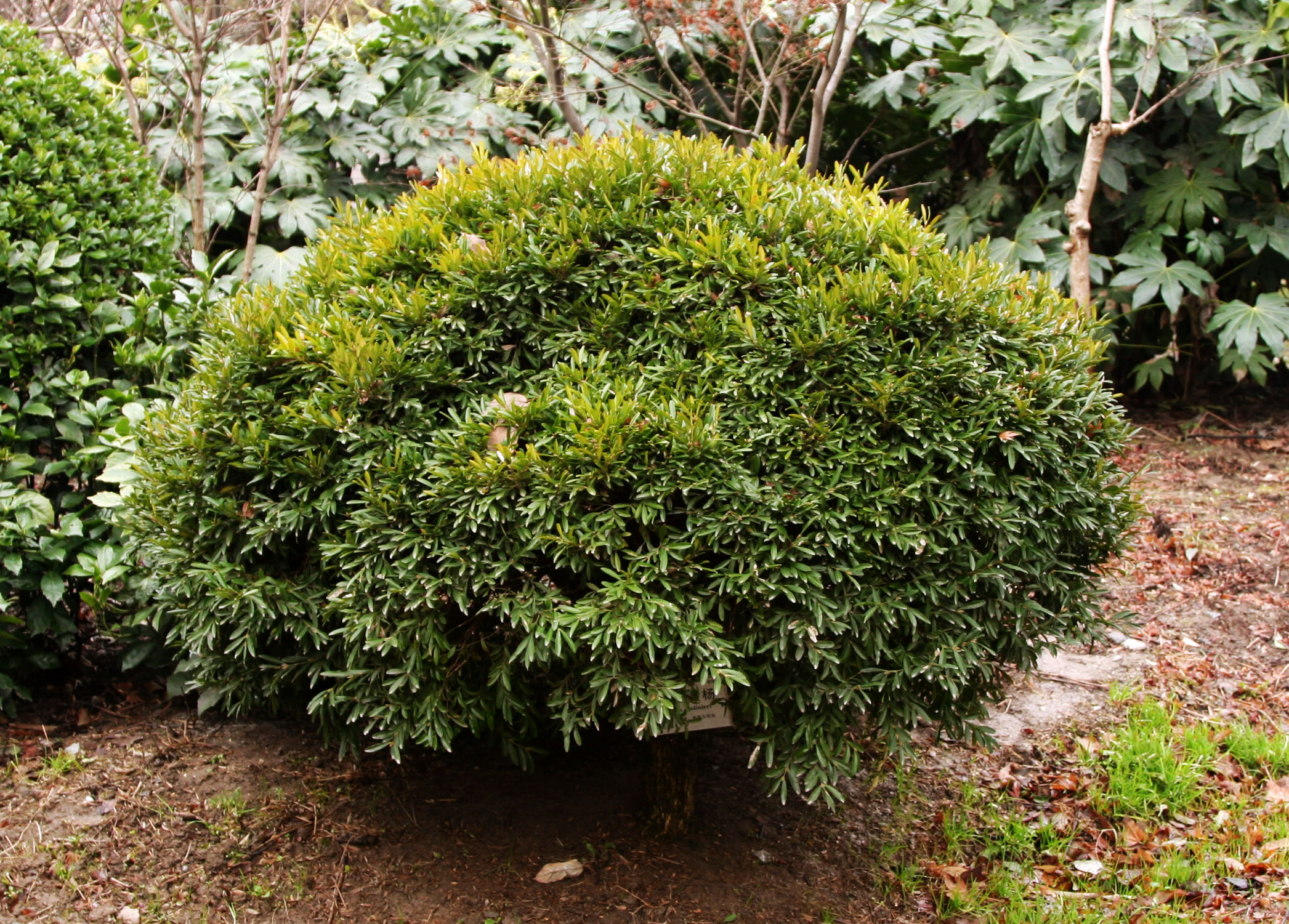